# Клаус Вундер
Клаус Вундер (нім. Klaus Wunder; 13 вересня 1950, Ерфурт — 19 січня 2024) — німецький футболіст, що грав на позиції нападника.
Виступав, зокрема, за клуби «Дуйсбург» та «Вердер», а також національну збірну Німеччини.

## Клубна кар'єра
У дорослому футболі дебютував 1969 року виступами за команду «Армінія» (Ганновер), в якій провів два сезони.
Своєю грою за цю команду привернув увагу представників тренерського штабу клубу «Дуйсбург», до складу якого приєднався 1971 року. Відіграв за дуйсбурзький клуб наступні три сезони своєї ігрової кар'єри. Більшість часу, проведеного у складі «Дуйсбурга», був основним гравцем атакувальної ланки команди. У складі «Дуйсбурга» був одним з головних бомбардирів команди, маючи середню результативність на рівні 0,34 голу за гру першості.
Згодом з 1974 по 1978 рік грав у складі команд клубів «Баварія» та «Ганновер 96».
1978 року перейшов до клубу «Вердер», за який відіграв 2 сезони. Граючи у складі «Вердера» також здебільшого виходив на поле в основному складі команди. Завершив професійну кар'єру футболіста виступами за команду «Вердер» у 1980 році.

## Виступи за збірні
З 1972 по 1973 рік захищав кольори олімпійської збірної Німеччини. У складі цієї команди провів 5 матчів, забив 4 голи.
1973 року провів одну гру у складі національної збірної Німеччини.

## Титули і досягнення
- Володар Кубка чемпіонів УЄФА (1):

«Баварія»: 1974-75